# Poema de salvación (banda sonora)
Poema de Salvación es el cuarto álbum de estudio lanzado por el cantante argentino de música cristiana Pablo Olivares. En iTunes fue publicado el 13 de septiembre de 2011,.

## Contenido
Regresando al sonido rock que lo ha identificado desde el principio de su carrera como solista, Pablo Olivares presenta un álbum que los entusiastas del rock duro celebrarán por el buen uso de guitarras, entre otras cosas. Pablo incluye en la producción discográfica su versión de «Sobrenatural», el clásico de Marcos Witt, mientras presenta dos nuevas versiones de «Poema de Salvación», una acústica y la otra en estilo punk.
Develando el misterio de una de las canciones con que se musicalizó la cinta inspirada en su vida y estrenada a nivel internacional por CanZion Films, Pablo comenta sobre «Vuelvo a ti (Eternal)», tema que suscitó interés en el público a partir de su inclusión en los avances de la película. 
«Es una canción que le escribí a mi esposa, en ese momento mi novia y que también tiene una connotación espiritual. La escribí cuando tenía 17 años», explica Pablo acerca del primer corte promocional del álbum. «Es sobre esperanza, amor, confiar en el otro, saber que alguien te apoya desde un lugar de amor. Es lo mismo con Dios y Jesús: sabes que él está ahí». 
El tema —su primer corte promocional del álbum— se utilizó justamente en una escena de la película en la que se establece la relación sentimental de los entonces adolescentes.
«Poema de Salvación (Soundtrack de la película)» incluye otras canciones grabadas por primera vez (particularmente para su uso en el filme) como «Desenlace Del Final», «Nada para el rock and roll» y «Somos tu generador».

## Tour y promoción
La promoción del álbum «Poema de Salvación (Soundtrack de la película)» llevó a Pablo Olivares a Mendoza, Argentina y a la Ciudad de México durante octubre, para luego visitar Ecuador durante noviembre y cerrar el año tocando en Costa Rica. 
Pero aparte de esto y como un método novedoso de promoción por medio de las redes sociales, por medio de una publicación de prensa en Facebook, notificó que iba regalar su guitarra PRS SE Santana y otros accesorios que se emplearon en algunas escenas del filme “Poema de Salvación”. La forma de participar en el concurso para ganarse la guitarra, era filmar de forma creativa un video en el que ejecute la canción “Luz en mi vida” y presentar un solo original de guitarra, subirlo a YouTube y notificar a Pablo para que pueda considerar el video en el concurso.
Además de la guitarra, convocó a otro concurso para ganar el micrófono que usó en la grabación del mismo álbum. Se trataba de un RØde NT2000, micrófono profesional de estudio, valorizado en $USD 650. "El concurso apela a vocalistas y cantantes de todo tipo, que tendrán que interpretar una canción específica del álbum y filmarse mientras lo hacen" señalaba el sitio.

## Lista de canciones
| N.º | Título                              | Duración |  |
| 1.  | «Luz en Mi Vida»                    | 4:55     |  |
| 2.  | «Nada para el Rock and Roll»        | 3:40     |  |
| 3.  | «Somos Tu Generador»                | 4:49     |  |
| 4.  | «Sobrenatural»                      | 5:16     |  |
| 5.  | «Poema de Salvación (Versión Punk)» | 2:36     |  |
| 6.  | «Desenlace del Final»               | 3:33     |  |
| 7.  | «Vuelvo a Ti (Eternal)»             | 3:30     |  |
| 8.  | «Voy a Entregar Mi Corazón»         | 3:49     |  |
| 9.  | «Poema de Salvación (Versión Folk)» | 2:52     |  |

## Premios y nominaciones
El disco "Poema de Salvación" contó con una nominación a los Premios Gardel en el rubro Mejor álbum de música cristiana en el 2012. 
| Año  | Premio         | Categoría                       | Trabajo nominado   | Estado   |
| ---- | -------------- | ------------------------------- | ------------------ | -------- |
| 2012 | Premios Gardel | Mejor Álbum de Música Cristiana | Poema de Salvación | Nominado |